# Eugen Hering
Eugen Hering (* 7. März 1906 in Berlin; † 1997) war ein deutscher Jurist und NS-Funktionär.

## Leben
Hering schlug eine juristische Ausbildung ein. Er trat – vermutlich zum 1. Mai 1933 – der NSDAP bei (Mitgliedsnummer 2.594.207) und wurde auch Mitglied der SS. Für die 19. SS-Standarte war er als Rechtsberater tätig. Am 1. Januar 1934 erfolgte seine Ernennung zum Gerichtsassessor in Marienwerder/Ostpreußen. Dort wurde er am 1. März 1938 zum Regierungsrat ernannt. Von 1940 bis 1943 war er Landrat des Landkreises Saybusch im deutsch besetzten Polen. Als solcher war er u. a. an der Aktion Saybusch beteiligt, in der über 17.000 Polen aus ihren Häusern und Höfen im Landkreis Saybusch (Żywiec) vertrieben wurden, um Platz zu machen für deutschstämmige Umsiedler aus Ostgalizien und der nördlichen Bukowina. Laut polnischen Zeitzeugen war Hering in der Bevölkerung als „Blutiger Landrat“ bekannt. So soll er unmittelbar an Umsiedlungen und Hinrichtungen teilgenommen und in mindestens einem Fall „auf offener Straße spontan einen Mann erschossen habe[n], dem er vorwarf, Waschmittel gestohlen zu haben“.
Nach Ende des Zweiten Weltkrieges wurde Eugen Hering Oberverwaltungsgerichtsrat in Lüneburg. Zuvor hatte er angegeben, 1937 in die SS nur „als Mitglied eines Reitervereins korporativ übernommen“ worden zu sein und bereits im Folgejahr darum ersucht zu haben, von den Listen gestrichen zu werden; dies war nachweislich falsch. Später wechselte er wieder in seine Geburtsstadt Berlin, wo er Richter beim deutschen Bundesverwaltungsgericht wurde. Am 1. Juni 1954 wurde er zum Mitglied des 1. Senats im Bundesverwaltungsgericht ernannt und später Senatspräsident. Er war beispielsweise als beisitzender Richter 1962 im letztendlich abgebrochenen Prozess zum beabsichtigten Verbot der Vereinigung der Verfolgten des Naziregimes (VVN) in der Bundesrepublik Deutschland beteiligt. Er trug den Professor-Titel und wurde 1971 wegen erhobener Vorwürfe aus seiner Vergangenheit rehabilitiert. Bis zum 30. April 1977 war Eugen Hering Personalreferent bei der Deutschen Forschungsgemeinschaft (DFG).
Die Zeitschrift für Verwaltungsrecht und Verwaltungspolitik Die Öffentliche Verwaltung wurde unter seiner Mitwirkung herausgegeben.

## Schriften (Auswahl)
- Den deutschen Umsiedlern. In: Heimatkalender des Beskidenkreises Saybusch, Bd. 1, 1941, S. 205–215.
- Die Siedler. Ebenda, S. 253–259.
- Über die gerichtliche Kontrolle der Verwaltung in USA. In: DVBl. 1961, S. 645–649.